# Verglühen
Als Verglühen bezeichnet man in der Astronomie und Raumfahrt
- das Verdampfen kleiner Teilchen (Sternschnuppen oder Feuerkugeln), die in die Erdatmosphäre eintreten und sich durch ihre hohe Geschwindigkeit (etwa 20–80 km/s) schlagartig erhitzen. Da sie aus interplanetaren Bahnen (meist von ehemaligen Kometen) kommen, fallen sie mit dem Mehrfachen der zweiten kosmischen Geschwindigkeit ein. Vor dem Verdampfen ionisieren sie die Luftmoleküle, was die Lichterscheinung (Rekombinationsleuchten) und manchmal ein längeres Nachleuchten verursacht.
- einen zerstörenden Wiedereintritt künstlicher Flugkörper (Raketenstufen, niedrig kreisende Satelliten usw.) in die Hochatmosphäre. Unterhalb von etwa 200 km Bahnhöhe wird der Strömungswiderstand so groß, dass die Flugkörper zerfallen und ihre einzelnen Teile schmelzen bzw. verdampfen. Nur größere Teile können – analog zu größeren Meteoriten – zur Erdoberfläche herabfallen.

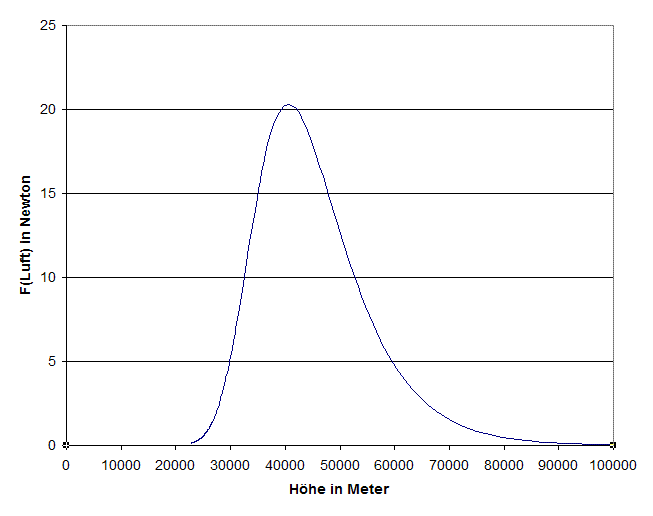
Reibungskraft eines Meteors der Masse 4 g in der Atmosphäre

Im nebenstehenden Bild ist die berechnete Reibungskraft eines winzigen Meteors der Masse 4 g in der Atmosphäre dargestellt. Diese übersteigt die Gewichtskraft um den Faktor 500 und sorgt für eine sehr starke Erwärmung des Meteors. Aus der mittleren Reibungskraft 10 N auf einer Strecke von 30 km kann man die entstehende Thermische Energie abschätzen:
W = Eth = F·s = 10 N · 30000 m = 300 kNm
Nimmt man an, dass davon die Hälfte auf den Meteor übergeht und der Rest auf die Luft, ergibt sich mit
Eth = m·c·T
eine Temperaturerhöhung von etwa 80.000 °C – der Meteor verdampft vollständig.

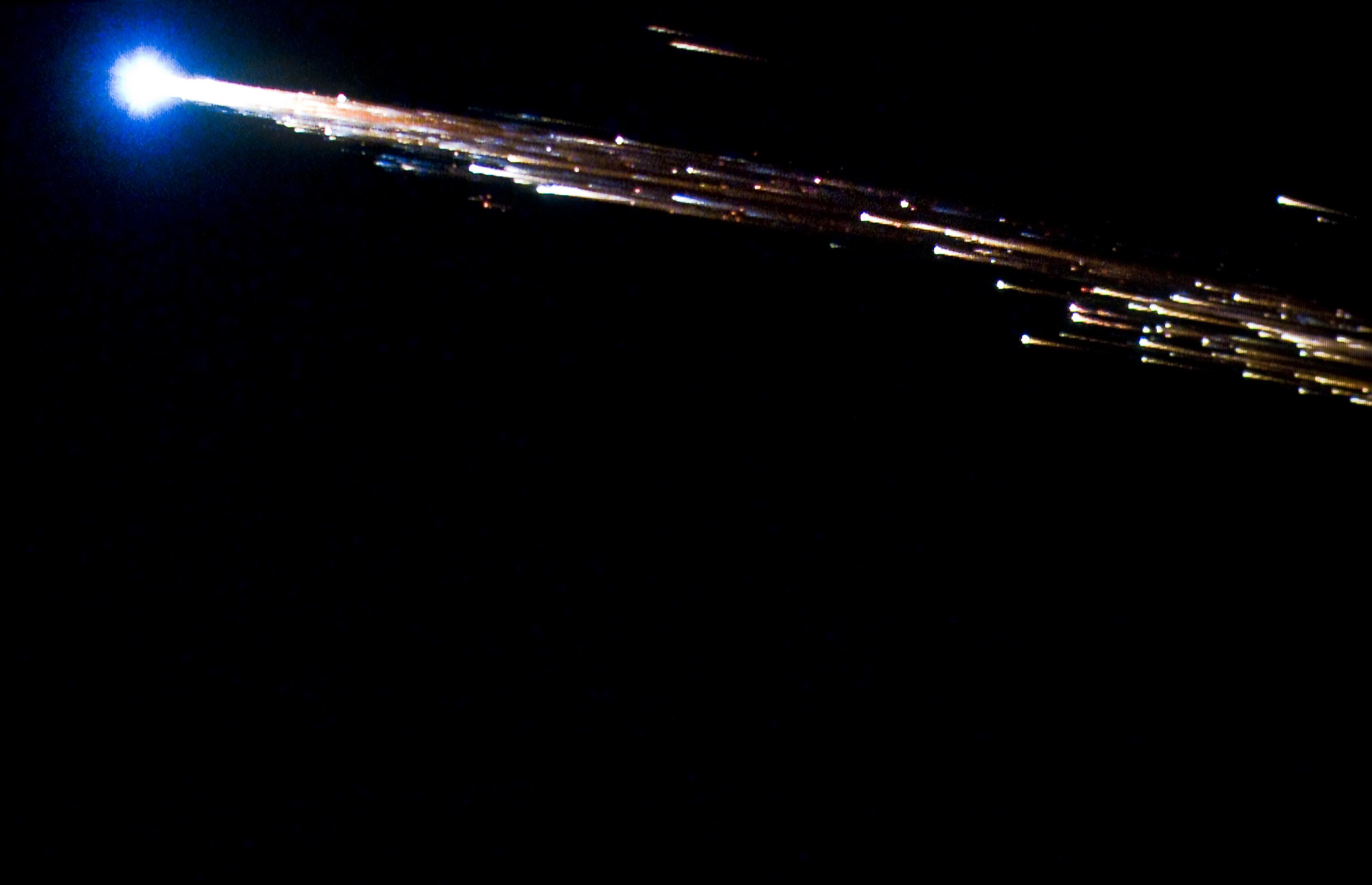
Das ATV Jules Verne wurde am Ende seiner Mission zum Verglühen in der Erdatmosphäre gebracht.

Die Größe, ab der astronomische Körper (Meteoroide) als Ganzes zur Erdoberfläche gelangen, muss beim Eintritt in die Atmosphäre mehr als etwa 80 Meter betragen, was etwa dem vermuteten Durchmesser des Tunguska-Meteors (Sibirien 1908) entspricht. Dieser ist jedoch in mehrere Teile zerbrochen und bewirkte die weitreichende Zerstörung des Waldes durch seine Druckwelle.
In der Astronautik können auch wesentlich geringere Geschwindigkeiten ab etwa 3 km/s kritisch werden, wenn das Material an seine Wärme- oder Festigkeitsgrenze stößt. Bei den ersten Raketenstarts wurde festgestellt, dass die Luftdichte der Hochatmosphäre etwa siebenmal größer ist, als durch vorangehende Tests mit Höhenraketen zu vermuten war. In etwa 200 km Bahnhöhe konnten daher unerwartete Erhitzungen an die 1000 °C auftreten.
Bei interplanetaren Raumsonden, die in die Atmosphäre eines Himmelskörpers eintauchen (Abstieg oder Landung), kann der Energieabbau – also die Verringerung der Geschwindigkeit – durch die Reibungswärme des Luftwiderstandes erfolgen, wobei eine kontrollierte Erhitzung von über 2000 °C technisch möglich ist (z. B. geplante Atmosphärenbremsung oder Atmosphäreneinfang an einem Mond oder Planeten mit Atmosphäre).